# Don't Lose Your Cool
| Recensione              | Giudizio |
| ----------------------- | -------- |
| AllMusic                |          |
| Robert Christgau        | B+       |
| Dizionario del Pop-Rock |          |

Don't Lose Your Cool è un Album in studio a nome Albert Collins and The Ice Breakers, pubblicato dalla Alligator Records nell'aprile del 1983.

## Tracce

### LP (1983, Alligator Records, AL 4730)
Lato A (AL 4730-A)
1. Get to Gettin' – 3:12 (Big Walter Price)
2. My Mind Is Trying to Leave Me – 7:42 (Percy Mayfield)
3. Broke – 4:12 (Chuck Higgins)
4. Don't Lose Your Cool (strumentale) – 4:39 (musica: Albert Collins)

Durata totale: 19:45
Lato B (AL 4730-B)
1. When a Guitar Plays the Blues – 5:12 (Roy Lee Johnson, Harvard Hables)
2. ...But I Was Cool! – 3:09 (Oscar Brown Jr.)
3. Melt Down (strumentale) – 4:03 (musica: Albert Collins)
4. Ego Trip – 4:32 (Albert Collins)
5. Quicksand – 3:28 (Maybelle Jackson)

Durata totale: 20:24

## Formazione
- Albert Collins – chitarra, voce

### Gruppo
The Ice Breakers
- Chris Foreman – tastiere
- A.C. Reed – sassofono tenore (solo in: B5)
- Abb Locke e Dino Spells – sassofono alto (solo in: A2, B3 e B4) e sassofono tenore (solo in: B5)
- Larry Burton – chitarra
- Johnny B. Gayden – basso
- Casey Jones – batteria, arrangiamenti (brano: B4)

### Produzione
- Albert Collins, Bruce Iglauer e Dick Shurman – produzione
- Registrazioni (e mixaggi) effettuate al Red Label Recording di Winnetka, Illinois (Stati Uniti)
- Fred Breitberg – ingegnere delle registrazioni
- McCamant A & D, Inc. – design copertina album originale
- Michael Weinstein – foto copertina album originale
- Don McLeese (per il Chicago Reader) – note (parziali) retrocopertina album originale[5]